# Nancy Dalunde
Nancy Dalunde, född 26 augusti 1921 i Bräcke, död den 31 december 2016 i Stockholm, var en svensk skådespelerska. Hon var dotter till Georg Dalunde.
Hon är begravd på Norra begravningsplatsen utanför Stockholm.

## Filmografi
- 1941 – Det sägs på stan
- 1941 – Magistrarna på sommarlov
- 1942 – Halta Lottas krog
- 1942 – Bambi
- 1943 – Livet på landet
- 1944 – Kungajakt
- 1945 – Fram för lilla Märta
- 1947 – Försummad av sin fru
- 1947 – Ingen väg tillbaka
- 1954 – Taxi 13
- 1955 – Giftas
- 1956 – Rätten att älska
- 1956 – Sista paret ut
- 1960 – Fröken Rosita
- 1964 – Älskande par
- 1965 – Bödeln

## Teater

### Roller (ej komplett)
| År   | Roll                    | Produktion | Regi           | Teater                                |
| ---- | ----------------------- | --- | -------------- | ------------------------------------- |
| 1942 | Grevinnan               | Sniggel snuggel Torun Munthe                                                                                        | Ingmar Bergman | Sagoteatern                           |
| 1942 | Kerstin                 | De tre dumheterna Torun Munthe                                                                                      | Ingmar Bergman | Sagoteatern                           |
| 1948 |                         | Vår lilla stad Thornton Wilder                                                                                      | Gösta Folke    | Malmö Stadsteater                     |
| 1950 | Miriam Allerton Lucas   | Drömflickan Elmer Rice                                                                                              | Knut Ström     | Göteborgs stadsteater 13 oktober 1950 |
| 1951 | Margie, en prostituerad | Si, iskarlen kommer! Eugene O'Neill                                                                                 | Stig Torsslow  | Göteborgs stadsteater 9 februari 1951 |
| 1957 | Fru Turusin             | En skojares dagbok На всякого мудреца довольно простоты, Na vsjakogo mudreca dovol’no prostoty Aleksandr Ostrovskij | Josef Halfen   | Lilla Teatern                         |
| 1958 | Gårdsfogdens hustru     | Jeppe på berget (Jeppe paa Bierget) Ludvig Holberg                                                                  | Josef Halfen   | Lilla Teatern                         |

### Fotnoter
1. ↑  Dödsannons publicerad i Dagens Nyheter den 21 januari 2017, Kulturbilagan; s. 19
2. ↑  ”Nancy Dalunde”. Svensk Filmdatabas. http://www.sfi.se/sv/svensk-filmdatabas/Item/?type=PERSON&itemid=61083&ref=%2ftemplates%2fSwedishFilmSearchResult.aspx%3fid%3d1225%26epslanguage%3dsv%26searchword%3dNancy+Dalunde%26type%3dPerson%26match%3dBegin%26page%3d1%26prom%3dFalse. Läst 21 februari 2013.
3. ↑  SvenskaGravar
4. 1 2  ”Sniggel snuggel/De tre dumheterna”. Stiftelsen Ingmar Bergman. http://ingmarbergman.se/verk/sniggel-snuggelde-tre-dumheterna. Läst 16 oktober 2015.
5. ↑  ”En skojares dagbok : skriven av honom själv”. Musik- och Teaterbiblioteket. https://calmview.musikverk.se/CalmView/Record.aspx?src=CalmView.Performance&id=PERF14292&pos=35. Läst 17 juli 2025.
6. ↑  ”Jeppe på berget”. Musik- och Teaterbiblioteket. https://calmview.musikverk.se/CalmView/Record.aspx?src=CalmView.Performance&id=PERF14294&pos=37. Läst 17 juli 2025.